# Aurimė Rinkevičiūtė
Aurimė Rinkevičiūtė (Kaunas, 26 gennaio 1990) è una cestista lituana.

## Carriera
Con la Lituania ha disputato i Campionati mondiali del 2006.